# Adesmia verrucosa
Adesmia verrucosa es una especie de planta floral del género Adesmia, tribu Dalbergieae, subfamilia, Faboideae.

## Distribución
Especie nativa de Perú. Crece en el bosque subtropical.

## Taxonomía
Fue descrita por Meyen y publicada en Nov. Actorum Acad. Caes. Leop.-Carol. Nat. Cur. 19(Suppl. 1): 20 (1843).
Etimología
Adesmia: del griego a- (sin) y desme (envoltorio), en referencia a los estambres libres.
verrucosa: epíteto que significa verrugoso.
Sinónimos heterotípicos
- Patagonium scabridum Rusby in Bull. New York Bot. Gard. 6: 512 (1910).[1]